# Penestoglossa pyrenaella
Penestoglossa pyrenaella is een vlinder uit de familie zakjesdragers (Psychidae). De wetenschappelijke naam van deze soort is voor het eerst geldig gepubliceerd in 2006 door Herrmann.
De soort komt voor in Europa.